# 10680 Ermakov
10680 Ermakov este o planetă minoră (asteroid) din centura de asteroizi. A fost descoperită pe 25 iunie 1979 la Observatorul Siding Spring de Eleanor F. Helin și a fost numită după Anton Ermakov⁠(d). 
Obiectul prezintă o orbită caracterizată de o semiaxă mare de 2,279495 UAi, o excentricitate de 0,14, o înclinație de 3,9252 ° în raport cu ecliptica.